# PMO 214,214 (Ida)
A PMO 214,214 katalógusszámú, közismerten Idának nevezett lelet a németországi eocén tavi környezetben leülepedett, mára palásodott finomszemű, 48,6–40,4 millió évvel ezelőtt keletkezett üledékben maradt fenn. Az Ida nevet Jørn Hurum norvég őslénykutató leánya után kapta. A fiatal egyed – a megőrződés körülményeiből adódóan – fulladásos halállal pusztult el. Fogkopásából, a vázelemek csontosodásából és testarányaiból az következik, hogy kifejlett méretének 80–85%-át érhette el, legfeljebb 8 hónapos.
A lelet majdnem teljes csontváz, csak az egykori iszapból kilógó egyik hátsó lába hiányzik.  Franzen 2009-ben e leletet típuspéldányként leírva állította fel a Darwinius nemet és a Darwinius masillae fajt. A lágy szövetek körvonalai, sőt a szőrzet lenyomata is látható. Az állat teste 24 cm hosszú, farokkal együtt több mint kétszer ekkora, 58 cm. Fogazata levél- és magevő életmódra utal. A péniszcsont hiánya miatt nőnemű. Jobb mellső csuklóján egy törés nyomai látszanak, ami talán hozzájárult a halálához.
A csontváz alapjában a lemurokhoz hasonló.